# Tanjung Keramat
Tanjung Keramat is een bestuurslaag in het regentschap Aceh Tamiang van de provincie Atjeh, Indonesië. Tanjung Keramat telt 882 inwoners (volkstelling 2010).